# 유연년 (악도후)
유연년(劉延年, ? ~ ?)은 전한 말기의 제후로, 교동경왕의 증손이다.

## 행적
아버지 유림의 뒤를 이어 악도후(樂都侯)에 봉해졌으나, 전한이 멸망하여 작위가 박탈되었다.

## 출전
- 반고, 《한서》 권15하 왕자후표 下

| 선대 아버지 악도목후 유림 | 전한의 악도후 ? ~ 8년 | 후대 (전한 멸망) |